# Cotesia evagata
Cotesia evagata är en stekelart som först beskrevs av Papp 1973.  Cotesia evagata ingår i släktet Cotesia och familjen bracksteklar. Inga underarter finns listade i Catalogue of Life.